# Jadwiga Piotrkowczykowa
Jadwiga Piotrkowczykowa (ur. ok. 1560 w Krakowie — zm.?) – polska poetka.

## Życiorys
Urodziła się prawdopodobnie w 1560 w Krakowie w rodzinie Piotra niezamożnego mieszczanina. Otrzymała skromne i proste wychowanie i w młodym wieku została wydana za mąż za sławnego krakowskiego drukarza Andrzeja Piotrowczyka. Praca męża oraz styczność z uczonymi osobami ówczesnego czasu pozwoliły na zdobycie wykształcenia. Po wychowaniu swoich dzieci – Andrzeja (młodszego), Piotra, Jana, Jadwigi i Agnieszki – poznawszy język łaciński, pisała wiersze. Znamy jej elegię na śmierć męża Andrzeja oraz „Fawor miłości Boskiej” wydany w Krakowie w 1663. Pisała pieśni moralne i religijne również w języku polskim.
Po śmierci męża prowadziła drukarnię, którą następnie przejął jej syn Andrzej.
Data jej śmierci nie jest znana.